# 岩見沢市立日の出小学校
岩見沢市立日の出小学校（いわみざわしりつ ひのでしょうがっこう）は、北海道岩見沢市かえで町2丁目1-1にある市立小学校。1971年（昭和46年）1月1日に孫別小学校と岩見沢小学校の一部との統合により新設された。
校区は日の出町、東山町、かえで町、若駒、日の出南、日の出北、日の出台、宝水町。

## 年間行事
- 4月 - 入学式、始業式
- 5月 - 運動会
- 6月 - 修学旅行
- 7月 - 終業式
- 8月 - 2学期始業式、日の出祭り
- 9月 - 社会見学（4年）、宿泊学習（5年）
- 10月 - 学芸会
- 11月 - 避難訓練
- 12月 - 2学期終業式
- 1月 - 3学期始業式、スキー学習
- 2月 - 体験入学
- 3月 - 卒業式、修了式

## 沿革
- 1971年（昭和46年）1月1日 - 岩見沢小学校の一部と孫別小学校との統合により新設
- 1971年（昭和46年）1月20日 - 開校式
- 1972年（昭和47年）4月1日 - 宝水小学校を統合
- 2000年（平成12年）11月9日 - 記念植樹
- 2006年（平成18年）6月 - 新校舎（北側）完成
- 2007年（平成19年）3月 - 新校舎（南側）完成
- 2008年（平成20年）2月 - 新校舎（体育館）完成

## 交通
- 北海道中央バス岩見沢ターミナルから、かえで団地循環線（系統1または系統2）で「かえで団地」下車徒歩2分。または「若駒通り」下車徒歩4分。

## 周辺
- 岩見沢市立明成中学校

## 著名な出身者
- 斉藤優汰（野球選手）